# Kinnegad
Kinnegad (Cionn Átha Gad en irlandais) est une ville du comté de Westmeath en Irlande.
Elle compte 2 245 habitants.